# (17496) Augustin
(17496) Augustin, désignation internationale (17496) Augustinus, est un astéroïde de la ceinture principale.

## Description
(17496) Augustin est un astéroïde de la ceinture principale. Il fut découvert par Freimut Börngen le 29 février 1992 à Tautenburg. Il présente une orbite caractérisée par un demi-grand axe de 2,31 UA, une excentricité de 0,173 et une inclinaison de 7,12° par rapport à l'écliptique.
Il fut nommé en hommage à Augustin d'Hippone, connu également sous le nom de saint Augustin.

## Compléments